# Star-ui yeon-in
Star-ui yeon-in (스타의 연인?, Seuta-ui yeon-inLR, lett. L'amante della star; titolo internazionale Star's Lover, conosciuta anche come Celebrity's Sweetheart) è una serie televisiva sudcoreana trasmessa su SBS dal 10 dicembre 2008 al 12 febbraio 2009. È liberamente ispirata al film del 1999 Notting Hill.

## Trama
Lee Ma-ri è la scrittrice più famosa dell'Asia. Il capo dell'agenzia di management, Seo Tae-suk, al fine di trasformare la sua immagine, assume un ghostwriter, il docente universitario precario Kim Chul-soo, che ha bisogno di soldi per restituire alla sua ex-fidanzata le tasse universitarie che gli ha anticipato. Mentre sono in Giappone, Chul-soo si innamora di Ma-ri. Tuttavia, quando il saggio di viaggio "Lovers in Asuka", scritto da Chul-soo per conto della donna, diventa un best seller, Ma-ri si ritrova coinvolta in una controversia per ghostwriting. I due amanti cercando di continuare la loro relazione lontano dai media, ma si presentano alcuni ostacoli: il giovane dirigente Jung Woo-jin, interessato a Ma-ri; il primo amore della donna, Kang Woo-jin; l'ex-fidanzata di Chul-soo, Choi Eun-young, e il capo di Ma-ri, Seo Tae-suk, che cerca di controllare la vita della star.

## Personaggi
- Lee Ma-ri, interpretata da Choi Ji-woo
- Kim Chul-soo, interpretato da Yoo Ji-tae
- Jung Woo-jin, interpretato da Lee Ki-woo
- Choi Eun-young, interpretata da Cha Ye-ryun
- Seo Tae-suk, interpretato da Sung Ji-roo
- Son Ha-young, interpretato da Ki Tae-young
- Kang Woo-jin, interpretato da Choi Phillip
- Min Jang-soo, interpretato da Lee Joon-hyuk
- Lee Seung-yeon, interpretata da Yang Hee-kyung
- Kim Yu-ri, interpretata da Shin Min-hee
- Jun Byung-joon, interpretato da Jung Woon-taek
- Ye-rin, interpretata da Shim Eun-jin
- Nonna di Ma-ri, interpretata da Ban Hyo-jung
- Lee Eun-sil, interpretata da Kwak Hyun-hwa
- Choi Seung-wook, interpretato da Lee Seung-hyung
- Professor Ahn, interpretato da Yoon Joo-sang
- Choi Ryun-hee, interpretata da Lee Jong-nam
- Kim Ok-ja, interpretata da Kim Ji-young
- Lee Ji-soon, interpretata da Kim Ye-ryeong
- Bo-young, interpretata da Kim Ji-sook
- Padre di Chul-soo, interpretato da Bae Ki-bum

## Colonna sonora
1. 스타의 연인
2. Meeting (만남) – Im Jae-bum
3. The Words Within My Heart (마음속이야기) – Hwayobi
4. Sometimes I Forget You (널 가끔 잊는 일) – Shim Eun-ji
5. Words I Want to Say (하고 싶은 말) – Ciel
6. I Should Leave (떠날까봐 ) – Sei
7. Name – The Rey
8. You... Here (그대 자린 여긴데 (Drama Ver.)) – Red Rain
9. Difficult Words for Me (내겐 어려운 그 말) – Hwayobi
10. Magical  – Kim Dong-wook
11. 별이내리다
12. Chopin: Nocturne in E Flat Major Op.9 No.2 – Hwang Yoon-young
13. 추억이 내리는 밤
14. 설레임
15. 아스카 기행
16. 오, 나의 여신님
17. 사랑이 머무는 정원
18. 다가갈수록
19. 동거
20. Chopin: Nocturne in E Flat Major Op.9 No.2
21. Love & Kiss

## Riconoscimenti
| Anno | Premio               | Categoria                                    | Ricevente     | Risultato       |
| ---- | -------------------- | -------------------------------------------- | ------------- | --------------- |
| 2009 | SBS Drama Awards     | Excellence Award, Actress in a Drama Special | Choi Ji-woo   | Candidato/a     |
| 2009 | Baeksang Arts Awards | Best New Director (Television)               | Boo Sung-chul | Vincitore/trice |

## Distribuzioni internazionali
| Paese     | Canale/i           | Prima TV                  | Titolo adottato                    |
| --------- | ------------------ | ------------------------- | ---------------------------------- |
| Giappone  | WOWOW              | 1 maggio-17 luglio 2009   | スターの恋人 (L'amante della star) |
| Taiwan    | Taiwan Television  | 3 giugno-16 luglio 2009   | 明星的戀人 (L'amante della star)   |
| Hong Kong | TVB Japanese Drama | 16 agosto-18 ottobre 2009 | 明星的戀人 (L'amante della star)   |